# Municipio de Paw Paw (Kansas)
El municipio de Paw Paw (en inglés: Paw Paw Township) es un municipio ubicado en el condado de Elk en el estado estadounidense de Kansas. En el año 2010 tenía una población de 124 habitantes y una densidad poblacional de 0,88 personas por km².

## Geografía
El municipio de Paw Paw se encuentra ubicado en las coordenadas 37°34′2″N 96°13′37″O / 37.56722, -96.22694. Según la Oficina del Censo de los Estados Unidos, el municipio tiene una superficie total de 140.91 km², de la cual 139,59 km² corresponden a tierra firme y (0,93 %) 1,32 km² es agua.

## Demografía
Según el censo de 2010, había 124 personas residiendo en el municipio de Paw Paw. La densidad de población era de 0,88 hab./km². De los 124 habitantes, el municipio de Paw Paw estaba compuesto por el 91,94 % blancos, el 2,42 % eran amerindios, el 0,81 % eran asiáticos y el 4,84 % eran de una mezcla de razas. Del total de la población el 0 % eran hispanos o latinos de cualquier raza.